# Geophis championi
Geophis championi este o specie de șerpi din genul Geophis, familia Colubridae, descrisă de Boulenger 1894. Conform Catalogue of Life specia Geophis championi nu are subspecii cunoscute.